# Palm TX
A Palm TX (a hivatalos dokumentációban stilizáltan „Palm T|X”-ként szerepel) egy PDA illetve digitális személyi asszisztens volt, amelyet a Palm, Inc. gyártott. A Palm 2005-ben bocsátotta ki, termékciklusának részeként, és egészen 2009 márciusáig gyártották.
A modell a Palm termékvonalában a Tungsten T5 PDA után következett. A TX jelölte a Palm „Tungsten” sorozatának végét, ami csúcsminőségű kézi eszközöket jelölt. Ez az eszköz 802.11b Wi-Fi és Bluetooth kapcsolattal rendelkezik, operációs rendszere a Palm OS Garnet 5.4.9. verziója. Mivel a Palm a LifeDrive eszközt a PDA vonaltól elkülönített termékként kezelte – ez az eszköz a PDA-nál nagyobb kapacitású „mobil manager” kategóriába tartozik –, a TX vált a Palm vezető termékévé a PDA kategóriában.

## Hardver
A Palm TX egy 312 MHz-es ARM-alapú Intel XScale PXA 270-es mikroprocesszorral rendelkezik; 320×480 pixeles transzflexív képernyője 65 000 színt képes megjeleníteni (16 bites színmélység). További fontosabb hardverelemei:  802.11b Wi-Fi egység beépített antennával; 128 MB-os nemfelejtő tár, amelyből 100 MB hozzáférhető a felhasználók számára; egy SDIO és MMC kompatibilis SD memóriabővítőkártya-foglalat; standard 3,5 mm-es sztereo fülhallgató-csatlakozó; infravörös I/O port; beépített hangszóró, amely alkalmas CD minőségű audio lejátszásra; Athena Connector, amely a Palm audio-, adat- és töltési feszültség csatlakozókat magában foglaló többcélú csatlakozótípusa. Az akkumulátor csepptöltése az USB adatkábelen keresztül lehetséges.
Az SD kártyacsatlakozó a 2 GB-os kártyákat közvetlenül kezeli, a 4 GB-os kapacitás is elérhető FAT32-re formázott kártyákkal és egy külön hardver-illesztőprogrammal. Érdekes módon a FAT32 driver jóval lassabb, mint a FAT16-os driver. Az SDHC formátummal való kompatibilitás elérhető egy harmadik fél által készített kiegészítővel. A készülék mp3-lejátszóként való használatához szükség van az SD kártyára, mivel az eszköz belső memóriájában nem tárolhatók a lejátszható mp3-fájlok (nem rendelhetők hozzá a lejátszóhoz). Létezik azonban szoftver (pl. az „E2 Internal drive”), amely lehetővé teszi a belső memória SD kártyaként való elérését, ezzel a fájlok tárolását.
A Bluetooth kapcsolat típusa 1.1 – a néhány készülék hátoldali matricáján feltüntetett 1.2 téves.

## Szoftver
Az szervezőalkalmazások kisebb javításokat kaptak. Például a Kapcsolatok (Contacts) alkalmazásban minden tétel kilenc „egyéni” mezőt tartalmaz, szemben a T5-ben szereplő négy mezővel ugyanazon alkalmazásban.
Az általános szervezőfunkciók mellett a TX több szoftverrel bővült, így található benne egy e-mail kliens (Versamail v3); Dataviz Documents To Go 7 Professional Edition dokumentumkezelő; Adobe Acrobat PDF olvasó, Microsoft Exchange kapcsolatkezelő, E Reader e-könyv-olvasó szoftver, Audible hangoskönyv lejátszó, Avvenu és MobiTV, képes csatlakozni a Kerio Connect Exchange ActiveSync protokoll használatával; Pocket Tunes v3 MP3 lejátszó; Palm Blazer (webböngésző) v4-es változata; Bluetooth és Wifi kapcsolódási varázslók és telefonos tárcsázó. A wifi segédprogram egyszerű csomaganalizálóként (sniffer) is használható.

## Lásd még
- A Palm OS eszközök listája
- A Palm OS szoftverek listája

## Fordítás
Ez a szócikk részben vagy egészben  a   Palm TX című angol Wikipédia-szócikk ezen változatának fordításán alapul.  Az eredeti cikk szerkesztőit annak laptörténete sorolja fel. Ez a jelzés csupán a megfogalmazás eredetét és a szerzői jogokat jelzi, nem szolgál a cikkben szereplő információk forrásmegjelöléseként.